# Хесус-Мария (муниципалитет)
Хесус-Мария (исп. Municipio de Jesús María) — муниципалитет в Мексике, входит в штат Агуаскальентес. Административный центр — город Хесус-Мария.

## История
В 1699 году группа индейцев, у которых возникли проблемы с землевладельцем, потребовало от властей выделения им места, где они могли бы основать новое поселение. В 1700 году по приказу губернатора Королевской аудиенсии Гвадалахары им было выделено место, известное как Ксонакатик, где в 1701—1702 годах возникло поселение Хесус-Мария-де-лос-Долорес. В 1765 году оно получило статус города, а после революции название было сокращено до «Хесус-Мария».
В 1835 году был образован муниципалитет Агуаскальентес, и эти земли вошли в его состав. Впоследствии они были выделены в отдельный муниципалитет.

## Состав
В 2010 году в состав муниципалитета входило 346 населённых пунктов. Крупнейшие из них:
| Русское название         | Испанское название                      | Население, 2010 год |
| Всего в муниципалитете   | Всего в муниципалитете                  | 99 590              |
| Хесус-Мария              | Jesús María                             | 43 012              |
| Хесус-Гомес-Португаль    | Jesús Gómez Portugal (Margaritas)       | 11 589              |
| Пасеос-де-Агуаскальентес | Paseos de Aguascalientes                | 4432                |
| Арболедас-Пасо-Бланко    | Arboledas Paso Blanco [Fraccionamiento] | 3313                |
| Корраль-де-Барранкос     | Corral de Barrancos                     | 3158                |
| Эль-Льяно                | El Llano                                | 2571                |
| Маравильяс               | Maravillas                              | 2208                |